# Spongicoloides tabachnicki
Spongicoloides tabachnicki is een tienpotigensoort uit de familie van de Spongicolidae. De wetenschappelijke naam van de soort is voor het eerst geldig gepubliceerd in 2009 door Burukovsky.